# ECW Anarchy Rulz
ECW Anarchy Rulz è un videogioco del 2000 di wrestling della Acclaim Entertainment, il secondo e ultimo basato sulla federazione hardcore ECW. Il gioco è il seguito di ECW Hardcore Revolution.

## Roster
- Bill Alfonso
- Amish Roadkill
- Angel
- Beautiful Billy
- Balls Mahoney
- Sal E. Graziano
- C.W. Anderson
- Chris Chetti
- Steve Corino
- Justin Credible
- Cyrus
- Dawn Marie
- DeVito
- Danny Doring
- Tommy Dreamer
- Elektra
- Finnegan
- Francine
- Joel Gertner
- Little Guido
- Paul Heyman
- Jason
- Jazz
- Judge Jeff Jones
- Jerry Lynn
- Kid Kash
- Lou E. Dangerously
- Jim Molineaux
- New Jack
- Nova
- Rhino
- Dusty Rhodes
- Rob Van Dam
- Super Crazy
- Simon Diamond
- The Sandman
- Spike Dudley
- Lance Storm
- Joey Styles
- Tajiri
- Tatanka
- The Prodigy
- Jack Victory
- Mikey Whipwreck